# Petriwka (hromada Kujalnyk)
Petriwka (ukr. Петрівка) – wieś na Ukrainie, w obwodzie odeskim, w rejonie podilskim, około 19 km na południowy wschód od Podilśka.
Polska forma nazwy nie jest ustalona i występuje m.in. w postaciach Piotrówka i Petrowka.

## Historia
Przed rozbiorami majątek Piotrówka leżał poza granicami Rzeczypospolitej, w 1793 roku powstała tu wieś, która w XIX wieku należała do powiatu ołeksandrijskiego (ujezdu) guberni chersońskiej. Po wojnach ukraińskich, od 1919 roku znalazła się na terenie Ukraińskiej Socjalistycznej Republiki Radzieckiej ZSRR, od 1991 roku – na terenie Ukrainy.
Pierwszym obecnie znanym właścicielem majątku Piotrówka był Konstanty Kuligowski, w połowie XIX wieku generał major wojsk rosyjskich, w 1860 roku członek polskiego komitetu włościańskiego podolskiego w pobliskim powiecie bałckim. Jednym z kolejnych właścicieli był Adam, zapewne syn Konstantego, a ostatnim – syn Adama i jego drugiej żony Antoniny Nahujowskiej herbu Sas (zmarłej w 1926 roku), Tadeusz Kulikowski (1890–1965), który utracił majątek w czasie rewolucji październikowej.
W 1989 roku wieś liczyła 257 mieszkańców (92,5% osób uznających ukraiński jako swój ojczysty język), a w 2001 roku – 197.

## Pałac
W czasach generała Konstantego Kulikowskiego istniał tu późnoklasycystyczny pałacyk. Był wzniesiony na wysokim mieszkalnym przyziemiu, którego elewacje były pokryte rustyką. Miał kształt symetryczny, był zaprojektowany na planie prostokąta. Na trzech środkowych osiach fasada frontowa była podwyższona o jedną kondygnację, w tej części występował portyk z czterema prawdopodobnie korynckimi kolumnami w wielkim porządku. Portyk stał na wysokim, obszernym tarasie nad przyziemiem, w tym miejscu z trzema półkolistymi oknami. Cokoły kolumn połączono balustradą tralkową. Portyk był zwieńczony trójkątnym szczytem. Prawa skrajna oś domu, wydzielona pozornym ryzalitem, była zwieńczona attyką, a lewa była zwieńczona smukłą wieżyczką z glorietą, przykrytą stożkowym dachem. Cały dom był przykryty wysokim, gładkim dachem naczółkowym.
Wnętrza parteru miały charakter reprezentacyjny. Hol wejściowy miał kształt rotundy z marmurowymi schodami po obu stronach, prowadzącymi do części piętrowej. Górną część westybulu otaczała galeryjka. Jadalnia była na piętrze.
Dom stał na łagodnym stoku wzgórza nad stawem. Po lewej stronie pałacyku były dwa zabudowania gospodarcze. Właściciele specjalizowali się w hodowli koni łaciatych. Park krajobrazowy miał powierzchnię wielu hektarów, łączył się z lasem. Na jednym z pagórków była kolista altanka-rotunda, otoczona kolumienkami i przykryta kopulastym daszkiem. Zbierała się tu młodzież na śpiewy polskich pieśni patriotycznych. W gospodarstwie uprawiano winogrona, melony, arbuzy, hodowano owce karakułowe.
Dobre stosunki dworu ze wsią spowodowały, że w czasie rewolucji nie było tu ofiar, pałac został jednak doszczętnie ograbiony. Całkowitemu zniszczeniu uległ dopiero w czasie II wojny światowej, w latach 1941–1943.
Majątek Piotrówka został opisany w 11. tomie Dziejów rezydencji na dawnych kresach Rzeczypospolitej Romana Aftanazego.